# Mo' Roots
Albums de Maceo Parker
Roots Revisited
(1990) Life on Planet Groove
(1992)
Mo' Roots est le 6e album de Maceo Parker, sorti en 1991.

## Titres
1. Hallelujah I Love Her So [3:57]
2. Chicken [8:17]
3. Let's Get It On [7:43]
4. Hamp's Boogie Woogie [6:12]
5. Fa Fa Fa (Sad Song) [4:48]
6. Jack's Back [5:41]
7. Sister Sadie [5:26]
8. 'Daddy's Home [6:01]
9. Down by the Riverside [6:33]
10. Southwick [9:08] (plus connue sous le nom de Shake Everything You've Got)